# キンバリー・エリス
キンバリー・エリス（Kimberly Elise, 1967年4月17日 - ）は、アメリカ合衆国の女優である。

## 出演作品

### テレビ
- しあわせの処方箋
- グレイズ・アナトミー5（スウェンダー）
- プライベート・プラクティス 迷えるオトナたち
- 女検察官アナベス・チェイス（モリーン・スコフィールド）

### 映画
- 奇跡の手
- グレート・ディベーター 栄光の教室
- ザ・フューチャーズ 漂流宇宙船/未来裁判
- クライシス・オブ・アメリカ（ロージー）
- ジョンQ -最後の決断-（デニス・アーチボルド）
- キング・オブ・タップ
- ワイルド・チェイス
- 奇跡のランナー ロレッタ・クレイボーン
- 愛されし者
- SET IT OFF
- アド・アストラ